# Clonskeagh
Clonskeagh (irl. Cluain Sceach) – przedmieście Dublina, leżące w większości w administracji hrabstwa Dún Laoghaire-Rathdown, liczące 10 200 mieszkańców (2006).